# 平尾アウリ
平尾 アウリ（ひらお アウリ、8月30日 - ）は、日本の女性漫画家。岡山県倉敷市出身。大阪府在住。
2007年、『まんがの作り方』で徳間書店『月刊COMICリュウ』の「第2回龍神賞 銀龍賞」を受賞し（2008年3月号掲載）、同作を不定期連載を経て2009年4月号から連載開始。
なお本格的に活動を始めた2007年以前にも『月刊少年ガンガン』『月刊ガンガンWING』（共にスクウェア・エニックス）にて、数年の間をおいて二度デビューしており、『まんがの作り方』はいわば再々デビューだった。
13歳で早熟な漫画家デビューを果たし、19歳で投稿生活を再開することになる『まんがの作り方』の主人公・川口の経歴は、平尾自身のそれと幾分重なっている。

## 作品リスト

### 連載漫画
- まんがの作り方（徳間書店『月刊COMICリュウ』2008年3月号 - 2014年6月号）全8巻
- 夏空に、きみと見た夢（フレックスコミックス『FlexComixフレア』2010年8月 - 2011年8月）原作は飯田雪子。全2巻
- OとKのあいだ（幻冬舎『コミックスピカ』2011年No.2 - 2012年No.8）全1巻
- センセイと僕（幻冬舎『コミックスピカ』2012年No.11 - 2013年No.16）全1巻
- 今日も渋谷のはじっこで（祥伝社『FEEL YOUNG』2013年3月号 - 2013年10月号）全1巻
- 青春の光となんか（竹書房『まんがライフSTORIA』2015年Vol.11 - 2017年Vol.23）全1巻
- 推しが武道館いってくれたら死ぬ（徳間書店『月刊COMICリュウ』2015年8月号 - ）既刊11巻（2024年12月13日時点）
- ネオンフィッシュ（祥伝社『FEEL YOUNG』2025年4月号[3] - ）

### 読みきり漫画
- シンクロニシティ（幻冬舎『コミックスピカ』2011年No.1）単行本『OとKのあいだ』（幻冬舎）に収録
- 白い雪は夏にとけて、（マッグガーデン『月刊コミックブレイド』2011年7月号）単行本『センセイと僕』（幻冬舎）に収録
- ぴいちゃん（徳間書店『COMICリュウ アンソロジー けもも2』2011年）単行本『まんがの作り方』7巻（徳間書店）に収録
- 彪憂生と一子（徳間書店『まんがの作り方』5巻 初回限定版付録オリジナル同人誌 2011年）
- 少女A（徳間書店『月刊COMICリュウ』2013年1月号）単行本『まんがの作り方』8巻（徳間書店）に収録
- 飲み会にて（特集『漫画家さんのお酒と肴』内1Pショート漫画。幻冬舎『コミックスピカ』2014年No.32）
- わたしだって、本当は。（『COMICポラリス』2022年11月24日[4]）
- 裸のミューズ（『くらげバンチ』2024年11月8日[5]）
- ＃アオハル不倫 #ホワイトアウト（『JOUR』2025年2月号[6]） - 『#アンソロジー #アオハル不倫 #カワイイ死ね』に収録。

### 作品集
- 平尾アウリ作品集 4月1日（徳間書店、2010年刊）
髪と女（スクウェア・エニックス『月刊ガンガンWING』2005年4月号、第62回金の翼賞佳作・読切掲載賞・ベストビジュアル賞受賞）
ほし色の（スクウェア・エニックス『月刊ガンガンWING』2005年8月号）
同じ桜は今年が最後（心交社『Guilty XX』Vol.14 2008年11月刊、鮫新宿 杵子〈さめしんじゅく きねこ〉名義）
4月1日（未発表作品）
お宝4コマ♡
あとがきマンガ 『まんがの作り方』出張篇（描き下ろし）

- わびさび 平尾アウリ作品集（KADOKAWA、2017年刊）
わびさび（新書館『ひらり、 別冊 部活女子アンソロジー ほうかご!』2012年）
ふたりの卒業式（新書館『ピュア百合アンソロジー ひらり、 vol.5』2011年）
月の下の雅ちゃん（新書館『ピュア百合アンソロジー ひらり、 vol.6』2012年）
やわらかな夜（新書館『ピュア百合アンソロジー ひらり、 vol.8』2012年）
昨日、こんな夢を見た。（芳文社『SAKURA』1巻収録 2014年）
スウィートメモリーズ2011（集英社『アオハル 0.5号』2011年）
恋は思案の外（KADOKAWA『月刊コミックフラッパー』2017年1月号）
夢見る時が過ぎても（幻冬舎『月刊コミックバーズ』2014年3月号）
恋愛禁止憲法（新書館『ピュア百合アンソロジー ひらり、 vol.10』2013年）
あのこのしてくれなかったこと（新書館『ピュア百合アンソロジー ひらり、 vol.11』2013年）
がんばるひとを応援するひと。（新書館『ピュア百合アンソロジー ひらり、 vol.13』2014年）
きっと ずっと（新書館『ピュア百合アンソロジー ひらり、 vol.7』2012年）

- 女子には歴史がありまして 平尾アウリ短編集（KADOKAWA、2022年刊[7]）
女子には歴史がありまして（描きおろし）
青、てのひら（祥伝社『FEEL YOUNG』2012年2月号）
スーパーノバ（集英社『ガールズジャンプ2012』2012年）
保健室の白石先生（講談社『BOX-AiR 08号 パブー版』2012年）
きらめき魔法七色カルテット（集英社『アオハル“sweet”』2012年）
きらめき魔法七色カルテット sister（集英社『アオハル“bitter”』2012年）
きらめき魔法七色カルテット secret（集英社『アオハル“bitter”』2012年）
はぐれた春の最終電車（祥伝社『FEEL YOUNG』2012年6月号）
箱の中の彼女（幻冬舎『コミックスピカ』2013年No.18）
スコアラー、妄想中につき（幻冬舎『コミックスピカ』2013年No.25）
蒼い心と紅い花（祥伝社『FEEL YOUNG』2013年12月号）
イン ザ コールド（幻冬舎『月刊コミックバーズ』2015年5月号）
私のアイドル（KADOKAWA『エクレア あなたに響く百合アンソロジー』2016年）
内緒シェアリング（KADOKAWA『エクレア blanche あなたに響く百合アンソロジー』2017年）
百合漫画をつくろう！（KADOKAWA『エクレア bleue あなたに響く百合アンソロジー』2018年）
VTuberになろう！（KADOKAWA『エクレア rouge あなたに響く百合アンソロジー』2018年）
かれんちゃんマスター（KADOKAWA『エクレア orange あなたに響く百合アンソロジー』2019年）

### その他
- メイド喫茶「メイドカフェしゃるろっと」（イメージキャラクター「char&lotte」及びロゴのデザイン）[8]